# Modo de producción esclavista
El modo de producción esclavista o simplemente esclavismo es uno de los modos de producción que el marxismo define como estados de la evolución de la historia económica definidos por dos determinados niveles de desarrollo de las fuerzas productivas y una forma particular de producción.

## Esclavismo como modo de producción
Por el modo de producción esclavista es propio de un nivel de desarrollo de las fuerzas productivas completamente preindustrial. El capital es escaso, no habiendo incentivos para la inversión aunque se amasen inmensas fortunas (se acumulan objetos de lujo, propiedades inmuebles y esclavos, no interesando los bienes de producción como maquinaria); las técnicas son muy rudimentarias y tradicionales, no habiendo incentivo para  mejora aunque pueda haber un espectacular desarrollo intelectual precientífico (la filosofía clásica). Tierra y trabajo son las fuerzas productivas.
En el modo de producción esclavista, la fuerza de trabajo está sometida a esclavitud, es decir: no es propiedad de los trabajadores que por tanto no tienen que ser retribuidos (los proletariados del modo de producción capitalista poseen al menos su fuerza de trabajo y han de ser retribuidos con el salario). La reproducción de la fuerza de trabajo queda así como responsabilidad del propietario del esclavo, que por su propio interés alimenta e incluso incentiva a la reproducción biológica de sus esclavos (a diferencia de los esclavos, los proletarios han de encargarse de ello por sí mismos con la retribución salarial que reciben por su trabajo). En el modo de producción esclavista, las relaciones sociales están basadas en la propiedad y el derecho, que convierten a unas personas en libres y otras en esclavas (en el modo de producción feudal, la propiedad y el derecho, más bien derechos y privilegios en plural, son términos confusos que señores y siervos comparten). El interés en la mejora de la producción corresponde únicamente al propietario, pues el esclavo no se beneficia ni se perjudica directamente por una mejor o peor cosecha (en el modo de producción feudal ese interés corresponde al siervo y en el capitalista al empresario capitalista).
Si eso parece estar en contradicción con la existencia de esclavos hasta el siglo XIX en los Estados del sur de los EE. UU., por poner un ejemplo muy conocido, se debe dejar claro, por un lado, que no hay que confundir modo de producción esclavista con esclavitud, que es tan antigua como la historia y continuó existiendo en todo el mundo después de que el esclavismo fuera el modo de producción dominante, sobreviviendo hasta que el movimiento abolicionista la consideró una situación socialmente inaceptable. Aún hoy en día reaparece en algunos lugares de África[cita requerida]. Por otro lado, hay que dejar claro que distintos modos de producción pueden (de hecho, suelen) coexistir al mismo tiempo combinándose en una formación económico-social concreta.

## Historia del modo de producción esclavista
El modo de producción esclavista fue el componente esencial de la formación económico-social de la civilización greco-romana y lo que le proporcionó la base tanto de su éxito como de su crisis. La historiografía materialista insiste en la originalidad de ese hecho y su trascendencia (Perry Anderson).
La esclavitud ya había existido en formas diferentes en las civilizaciones del antiguo Oriente, pero siempre había sido una condición jurídicamente impura, que con frecuencia tomaba la forma de servidumbre por deudas o de trabajo forzado, entre otros tipos mixtos de servidumbre, y formando sólo una categoría muy reducida en un continuo de dependencia y falta de libertad que llegaba hasta muy arriba en la escala social. La esclavitud nunca fue el tipo predominante de extracción de excedente, sino un fenómeno que existía al margen de la principal mano de obra rural. Los imperios fluviales (Mesopotamia, Egipto), basados en una agricultura intensiva y de regadío que contrasta con el cultivo de secano de la civilización mediterránea grecorromana, no fueron economías esclavistas, y sus sistemas legales carecían de una concepción estrictamente definida de la propiedad de bienes muebles.
Las grandes épocas clásicas: Grecia en los siglo V a. C. y siglo IV a. C. y Roma desde el siglo II a. C. hasta el siglo II d. C. fueron aquellas en las que la esclavitud fue masiva y general entre los otros sistemas de trabajo. La decadencia de la esclavitud, en el Helenismo o en la Roma de la crisis del siglo III, significó la decadencia de ambas culturas urbanas. El predominio de la ciudad sobre el campo se invierte cuando el modo de producción esclavista es sustituido por el modo de producción feudal.

### Grecia
Las polis griegas fueron las primeras en hacer de la esclavitud algo absoluto en su forma y sobre todo dominante en su extensión, convirtiéndola en un sistemático modo de producción. Eso no quiere decir que el mundo griego clásico se basara de forma exclusiva en la utilización del trabajo de esclavos: los campesinos libres, arrendatarios y artesanos urbanos siempre coexistieron con los esclavos; pero el modo de producción dominante, que rigió la articulación de cada economía local y definió la civilización griega fue el esclavista.
Las estimaciones numéricas son poco fiables y varían enormemente. En la Atenas de Pericles la proporción esclavos/ciudadanos libres era quizá de 3 a 2. En otras polis (Quíos, Egina, Corinto) probablemente más. Aristóteles daba por supuesto la necesidad de esclavos en abundancia y Jenofonte proponía como proporción ideal 3 a 1. Lo verdaderamente importante es que por primera vez los esclavos fueron utilizados de forma habitual en la artesanía, la industria y la agricultura en escala superior a la utilización doméstica, propia de una concepción menos utilitaria y más de ostentación.
Al tiempo que la esclavitud se hacía general, la naturaleza de la esclavitud se hacía absoluta: ya no consistía en una forma relativa de servidumbre entre otras muchas, a lo largo de un continuo gradual, sino en una condición extrema de pérdida completa de libertad, que se yuxtaponía a una libertad nueva y sin trabas. La libertad y la esclavitud helénicas eran indivisibles: cada una de ellas era la condición estructural de la otra, en un sistema diádico que no tuvo precedente ni equivalente en las jerarquías sociales de los imperios del Oriente Próximo, que no conocieron ni la noción de ciudadanía libre ni la de propiedad.

### Roma
Las guerras interiores y exteriores a partir de finales del siglo III a. C. (guerras púnicas, guerra Social y guerra civil) pusieron bajo el control de la oligarquía senatorial grandes territorios, de forma especial en el sur de Italia. Al mismo tiempo acentuaron dramáticamente la decadencia del campesinado romano, que en otros tiempos había constituido la sólida base de pequeños propietarios de la pirámide social de la ciudad. La movilización sin fin agotó a los assidui, llamados año tras año a la legión. Los que no morían eran incapaces de conservar sus tierras, absorbidas por la nobleza ecuestre y senatorial. Todos los hombres libres y adultos de Roma estuvieron alistados permanentemente en el ejército. Este gigantesco esfuerzo militar sólo era posible porque la economía civil en la que se apoyaba podía funcionar hasta ese punto gracias al trabajo de los esclavos, que liberaba las correspondientes reservas de mano de obra para los ejércitos de la República. A su vez las guerras victoriosas proporcionaban más cautivos-esclavos para enviar a las ciudades y las fincas de Italia.
El resultado final fue la aparición de unas propiedades agrarias, los latifundios, cultivadas por esclavos, de un tamaño hasta entonces desconocido. Los mayores podían alcanzar más de 80 000 hectáreas. Incluso siendo dispersos, sus fincas individualizadas solían superar los 500 iugera (120 hectáreas) y no eran raros tamaños diez veces superiores. Aumentó la combinación del cultivo de vid y olivo con el de los cereales, y la superficie dedicada a la ganadería. La comercialización estaba asegurada por las vías terrestres (calzada romana) y las rutas marítimas de un Mediterráneo pacificado que llevaban la producción a las ciudades, la mayor la propia Roma. A larga distancia las grandes metrópolis de Oriente proporcionaban un comercio de lujo.
A finales de la República quizá el 90 % de los artesanos de Roma eran de origen esclavo. Se calcula que en el 225 a. C. habría en Italia 4 400 000 personas libres frente a 600 000 esclavos. En el año 43 a. C. la población libre no habría crecido, mientras que los esclavos serían 3 000 000 (cinco veces más que en la fecha anterior).

### La crisis del modo de producción esclavista
La paz romana de Augusto y el Imperio no podía significar el fin del expansionismo militar, pues si se acababa el mecanismo antes descrito (conquistas que proporcionen esclavos, que sustituyan a campesinos libres para que puedan convertirse en ciudadanos con obligaciones militares que vayan a conquistar más esclavos) el sistema entero caería. El siglo II, en que los emperadores de la dinastía Antonina combaten eficazmente en una frontera cada vez mejor definida, ve la última conquista de una provincia: la Dacia en tiempo de Trajano. La crisis del siglo III, con su correlato de invasiones, anarquía militar y crisis ideológica que conlleva la expansión y posterior triunfo del cristianismo es en lo económico la crisis del modo de producción esclavista. Los latifundios empiezan a ser cultivados por colonos semilibres, y los esclavos escasean. No se reproducen fácilmente, no se adquieren por conquista (los bárbaros están pasando a ser la fuerza principal del ejército romano), e incluso son liberados, a veces por motivos piadosos, lo que no oculta el interés que los propietarios tienen de convertirse en algo parecido a lo que serán los señores feudales. Las reformas de Diocleciano salvan el Imperio un siglo más, pero empujan el sistema en un sentido definitivamente feudal (los cargos públicos y oficios deben heredarse, la presión fiscal hace opresiva la vida urbana). La ciudad decae, al igual que la ciudadanía romana se extiende y deja de ser atractiva (Caracalla la había concedido a todos los hombres libres). Ciudadanía y libertad son conceptos que se han devaluado definitivamente. Cuando ser libre ya no signifique nada, nada significará ser esclavo. Son otras relaciones de producción.
Existe un intenso debate entre historiadores respecto a la cronología, las causas y las formas en que se produjo la transición entre el modo de producción esclavista y el modo de producción feudal, o transición entre esclavismo y feudalismo. La posición más clásica del materialismo histórico, empezando por la del propio Karl Marx, es situarlo en fechas tempranas, en la época de las invasiones bárbaras del siglo V; la historiografía materialista de mediados del siglo XX, como Perry Anderson, realiza una inclusión más sofisticada en un proceso de transición secular identificable con toda la Antigüedad tardía en Europa Occidental (desde la crisis del siglo III hasta el periodo postcarolingio –siglo IX–) y por otro lado autores vinculados a la francesa Escuela de Annales como Georges Duby o Pierre Bonnassie, apoyados en una ingente documentación, demuestran pervivencias fundamentales del esclavismo en la Alta Edad Media, hasta el siglo XI, en medio de la llamada revolución feudal. Según este último autor el auge del esclavismo se daría en el siglo VII.